# الصيد الروسي 4
الصيد الروسي 4 (Russian Fishing 4) هي لعبة محاكاة صيد تم تطويرها بواسطة استوديو الألعاب الروسي FishSoft.  تم إصدار اللعبة في عام 2018 وهي متوفرة على الكمبيوتر الشخصي عبر Steam . توفر اللعبة تجربة صيد واقعية مع العديد من تقنيات ومعدات الصيد بالاضافة الى بيئات وأنواع اسماك مختلفة متاحة. اللعبة مجانية على منصة ستيم.  

## اللعب

منظر داخل اللعبة للبحر النرويجي وهو احد خرائط الصيد بحري.

يبدأ اللاعبون بإعدادات أساسية لصيد الأسماك بالعصي والطُعم ، ويمكنهم كسب المال عن طريق صيد الأسماك وإتمام المهام من المقهى. يمكن استخدام الأموال لترقية معدات الصيد وشراء معدات جديدة والوصول إلى مواقع صيد جديدة. تتميز اللعبة بمجموعة متنوعة من تقنيات الصيد، بما في ذلك الصيد العائم والصيد في القاع والغزل والصيد بالطائرة . يمكن للاعبين أيضًا الاختيار من بين أنواع مختلفة من الطُعم، مثل الديدان والخضروات وطُعم الأسماك. تتميز اللعبة بمجموعة واسعة من 110 نوعًا من الأسماك ،  بما في ذلك البايك ، والجثم ، والنائم الصيني ، والدنيس ، والضفدع ، والمحار . كل نوع من أنواع الأسماك له سلوكه الفريد ويتطلب تقنيات ومعدات صيد مختلفة للصيد. تم تصميم رسومات اللعبة والمؤثرات الصوتية لتوفير تجربة صيد واقعية إلى حد ما ، مع تأثيرات مائية مفصلة ، وحركات أسماك واقعية ، وأصوات الطبيعة المحيطة. تتميز اللعبة أيضًا بالطقس الديناميكي ودورات النهار والليل ، والتي يمكن أن تؤثر على ظروف الصيد.

## استقبال
تم تصنيفها كواحدة من أفضل ألعاب محاكاة صيد السمك من قبل IGN . 